# Aliskiren
Aliskiren – organiczny związek chemiczny, lek stosowany w leczeniu nadciśnienia tętniczego, będący niskocząsteczkowym inhibitorem reniny.
Jest dobrze rozpuszczalny w wodzie, cechuje się też małą lipofilnością. Przyjmuje się go doustnie.
Łącznie z lekami z grupy inhibitorów konwertazy angiotensyny oraz inhibitorów receptora angiotensyny stanowi o możliwości potrójnej blokady układu renina–angiotensyna–aldosteron (RAA).
O ile istnieją wątpliwości co do konieczności potrójnej blokady układu, niewątpliwie stanowi alternatywną metodę podwójnej blokady u osób nietolerujących leczenia inhibitorami enzymu konwertującego, co jest szczególnie ważne u chorych z cukrzycą i białkomoczem lub albuminurią. Hipotensyjne działanie aliskirenu jest porównywalne z działaniem inhibitorów konwertazy angiotensyny.
Lek może mieć działania niepożądane (wywoływane przez wszystkie leki wpływających na układ RAA):
- obrzęk twarzy
- biegunka
- duszność
- hiperkaliemia
- podwyższone stężenie kwasu moczowego i napady dny moczanowej.

Jak wszystkie leki z tej grupy, ma słabsze działanie hipotensyjne u pacjentów rasy czarnej i nie jest wskazany w ciąży.
Lek jest zarejestrowany Stanach Zjednoczonych pod nazwą handlową Tekturna, w Polsce jako Rasilez.